# Chariaspilates
Chariaspilates is een geslacht van vlinders van de familie spanners (Geometridae), uit de onderfamilie Ennominae.

## Soorten
- C. formosaria

Oostelijke spanner (Eversmann, 1837)
- C. shuangzhu Yang, 1978